# Убиство на терену за голф
Убиство на терену за голф (енгл. Murder on the Links) је детективски роман Агате Кристи први пут објављен у САД од стране издавачке куће "Dodd, Mead and Company" у марту 1923. године и у Великој Британији од стране издавачке куће "The Bodley Head" у мају исте године. У роману се појављују Херкул Поаро и Артур Хејстингс. Велико издање у Великој Британији продавало се за седам шилинга и шест пенија, а америчко издање по цени од долар и 75 центи.
Прича се одвија на северу Француске, пружајући Поароу непријатељског конкурента из Паришког Суретеа. Поароово дуго сећање на прошле или сличне злочине показало се корисним у решавању злочина. Књига је запажена по подзаплету у ком се Хејстингс заљубљује, догађају "који је Агата силно пожелела ... да Хејстингс уплови у брачну луку у Аргентини".
Рецензије када је роман објављен упоређивале су госпођу Кристи са загонеткама Артура Конана Дојла о Шерлоку Холмсу. Указујући на Поароа, још увек новог лика, један рецензент рекао је да је „пријатна супротност већини својих грозних конкурената, а један чак сумња у њега да је сатиричан“.

## Радња
Херкул Поаро и капетан Хејстингс путују у Мерлинвил на мору у Француску како би се састали са Полом Реноом који је затражио њихову помоћ. По доласку у његов дом, вилу Женевјев, месна полиција дочекује их вестима да је тог јутра пронађен мртав. Рено је ножем избоден у леђа и остављен у тек ископаном гробу у близини месног терена за голф. Његова супруга Елоиз тврди да су маскирани мушкарци упали у вилу у 2 сата ујутро, везали је и одвели јој мужа са собом. Након прегледа његовог тела, Елоиз се срушила од туге кад је видела свог мртвог мужа. Месје Жиро из Суретеа води полицијску истрагу и замера Поарооу што се меша. Господин Хоте, специјалиста судске медицине, отворенији је за дељење кључних података са њим.
Поаро бележи четири кључне чињенице у вези са случајем: оловну шипку пронађену у близини тела, у вили су биле само три жене од послуге јер су и Реноов син Џек и његов возач били одсутни, непозната особа била је у посети дан раније, а Рено јој је одмах рекао да оде, а Реноова прва сусетка, мадам Добреј, положила је 200.000 франакана на свој банковни рачун током последњих недеља. Када се Ренаоов тајник Габријел Стонор вратио из Енглеске, он мисли да је упитању уцена јер је прошлост његовог послодавца потпуна загонетка пре његове каријере у Јужној Америци. У међувремену, Хејстингс среће једну младу жену коју је раније упознао, а која му је позната као „Пепељуга“, која тражи да види место злочина, а затим тајанствено нестаје са оружјем убиства. Поаро касније путује у Париз како би истражио сличности случаја са случајем убиства од пре 22 године који има само једну разлику - убица Џорџ Конор је касније признао злочин у којем су он и његова љубавница мадам Беролди планирали да убију њеног супруга и тврде да су убиство извршили маскирани уљези. Обоје су убрзо нестали.
Кад се вратио се из Париза, Поаро сазнаје да је пронађено тело непознатог човека убоденог у срце оружјем убиства Пола Реноа. Преглед показује да је скитница и да је умро пре Реноовог убиства од епилептичног напада и да је избоден ножем након смрти. Жиро хапси Џека на основу тога што је желео очев новац. Џек признаје полицији да се препирао оца због жеље да се ожени ћерком госпође Добреј Мартом коју су његови родитељи сматрали неподобном. Поаро открива ману у Жироовом објашњењу пошто је Рено променио опоруку две недеље пре убиства и разбаштинио Џека. Убрзо након тога, Џек је пуштен из затвора након што је Бела Дувин, певачице из енглеске коју воли, признала убиство. Обоје су наишли на тело у ноћи убиства и претпоставили да је ово друго убило Реноа. Поаро открива да ни једно ни друго није починило убиство јер је прави убица била Марта Добреј.
Поаро разрађује своју теорију. Пол Рено је заиста био Џорџ Конор. Бежећи из Француске, променио је име у Канади да би започео нови живот за себе. Након што је оженио и стекао богатство у Јужној Америци, вратио се у Француску да би се скрасио са новом породицом. Несрећом је открио да је његова прва сусетка госпођа Беролди, као и он, променила има и постала госпођа Добреј. Како га је уцењивала због прошлости, Реноово стање се погоршало када се Џек заљубио у њену ћерку. Када је скитница умро на његовом имању, он је видео прилику да побегне од госпође Добреј. Користиће исту превару од раније, али с једном разликом: овај пут би је употребио да би лажирао сопствену смрт. Његов план је био једноставан - инсценирајући сопствену отмицу ноћу, он би унаказио тело скитнице шипком, а затим га закопао поред терена за голф па возом побегао из тог подручја. Свако ко би препознао тело које није његово биће послат од куће како би се осигурало да ће Елоиз тело лажно препозна као његово. Поаро је сумњао да је умешана у шему, јер њено реаговање на смрт мужа није било искрено док није видела његово тело.
Међутим, план је открила Марта која је чула како Реноови заједно о њему разговарају - она би имала финансијског добитка ако се уда за Џека, а успех ове шеме би то покварио. Стога је одлучила да крене за Реноом и избоде га након што ископа гроб за тело скитнице пре него што га је узео. Да би Марту разоткрио као убицу, Поаро тражи од Елоиз да отворено разбаштини Џека. Те ноћи Марта је покушала да убије Елоиз када ју је Џек оставио саму у вили, али умире у покушају када је Пепељуга спасила Елоиз. Мартина мајка поново нестаје. Џек и његова мајка планирају да оду у Јужну Америку, а придружују им се Хејстингс и Дулси Дувин - његова Пепељуга и Белина сестра близнакиња.

## Ликови
- Херкул Поаро - чувени белгијски детектив кога је позвао човек који је убијен.
- Капетан Артур Хејстингс - Поароов помоћник у случају који га прати на његов захтев и приповедач приче.
- Месје Жиро - детектив Паришког Суретеа и истражни службеник. Поароа сматра својим супарником и негодује због његовог учешћа у истрази.
- Господин Хоте - истражни судија и Жироов помоћник. Више поштује Поароов углед, а тиме и више користи белгијском детективу.
- Пол Рено/Џорџ Конор - жртва случаја. Тражио је Поароову помоћ за непознату ствар пре свог убиства. Умешан у убиство Беролдија пре 22 године у којем је он био убица, али је избегао правду да га не ухвате.
- Елоиз Рено - Реноова супруга коју је упознао у Јужној Америци. Помогла свом мужу да лажира отмицу у ноћи његове смрти. Првобитно осумњичена за убиство од стране Поароа све док није видела тело свог мужа.
- Џек Рено - Реноов син рођен у Јужној Америци, одрастао и тамо и у Француској. Жиро га је погрешно осумњичио за убиство због свађе између њега и његовог оца. Некада заљубљен у Марту, а сада у Белу.
- Мадам Добреј/мадам Жан Беролди - Реноова сусетка и уцењивачица. Укључена у планирање убиства свог супруга пре 22 године, али је избегла правду када је откривена.
- Марта Добреј - ћерка мадам Добреј која жели да се уда за Џека, несвесна да је заљубљен у другу. Она је убица у случају.
- Габријел Стонор - Реноов тајник. Одсутан у време убиства и нема сазнања о прошлости свог послодавца.
- Бела Дувин - певачица у коју је Џек заљубљен, сестра близнакиња Дулси Дувин.
- Дулси Дувинн - певачица и Белина сестра близнакиња која ради под уметничким именом „Пепељуга“. У њу се Хејстингс заљубио током романа.
- Лучијен Бек - начелник Мерлинвилске полиције.
- Господин Марсо - наредник у Мерлинвилској полицији
- Др. Дуран - месни лекар и полицијски хирург у Мерлинвилу.
- Франсоа Арикет - старији слуга Реноовог домаћинства и један од троје слуга присутних у Реноовој кући током злочина.
- Леони Улар - млада собарица породице Рено и једна од троје слуга присутних у Реноовој кући током злочина.
- Дениз Улар - собарица из Реноовог домаћинства и Леонина сестра и једна од троје слуга присутних у Реноовој кући током злочина.
- Огуст - Реноов вртлар. Одсутан из куће у ноћи убиства.
- Џозеф Аронс - британски позоришни агент.

## Књижевни значај и пријем
Часопис Књижевно време прегледао је роман у свом издању од 7. јуна 1923. Преглед је упоредио методе Поароових откривања са Шерлоком Холмсом и позитивно закључио да књига „пружа читаоцу очаравајућу загонетку необичне врсте“.
Часопис Њујоршки књижевни преглед 25. марта 1923. године започео је текст овако: „Ово је изузетно добра детективска прича коју можемо топло препоручити свима онима који воле ту врсту фикције“. Након детаљног постављања приче, преглед је настављен, „Заплет има необичне сложености и читалац ће заиста морати да буде врло проницљив ако погоди ко је злочинац све док се не открије последња сложеност. Списатељица је посебно генијална у конструкцији и разоткривању загонетке која на сваком кораку развија свежа занимања и нове заврзламе. Заслужује похвале и због бриге којом се прича разрађује и доброг занатског рада којим је написана. Иако нема много напора да се приказује личност, осим у случају господина Поароа, неколико личности је приказано брзо направљеним изражајним и препознатљивим цртама.“
Неименовани рецензент у часопису Посматрач 10. јуна 1923. рекао је: "Када је Конан Дојл популаризовао Шерлока Холмса на Странду деведесетих, запалио је такву свећу коју издавачи неће добровољно угасити. Не прође недеља која не доноси детективску причу из једне или друге четвртине, а неколико популарних часописа ослања се углавном на ту робу. Међу каснијим култиваторима ове све само не усамљене бразде, име Агате Кристи је добрано испред. Ако она нема додир уметности који су направили Пустоловина пегасте траке и Баскервилски пас стварног ужаса, она има необичан дар механичких сложености." Рецензент је потом упоредио роман са романом Тајанствени догађај у Стајлсу који је назван „изванредним делом“, али је упозорио да „је грешка довела уметност збуњености до те мере да напреже мозак.“ Он је признао: Ниједно решење не може бити изненађујуће“ и изјавио је “да је лик Поароа био пријатна супротност већини његових грозних конкурената, а човек чак сумња у његов дашак сатире“.
Роберт Барнард: "Суперсложени рани комад смештен на северним рубовима Француске тако омиљен од енглеског стечаја. Поаро поставља памет против подругљивог префињеног француског полицајца док Хејстингса пушта да лута за певачицом кестењасте косе. Забавно већини дужине, али решење је једно од оних „једном откривених, одмах заборављених“, где је домишљатост победила над здравим разумом“.
У савременом делу књижевне критике, биографкиња Кристијеве Лора Томпсон написала је:
Роман Убиство на терену за голф разликује се од свог претходника као и од Стајлса. Веома је француски; не само у окружењу, већ и у тону, који заудара на Гастона Леруа и, понекад, на Расина ... Агата је признала да је то написала на „летећи, фантастичан“ начин. Такође је књигу превише уско засновала на стварном случају француског убиства, што причи даје неку врсту неуметничке сложености.
[…]
Али Поаро је величанствен. Таква изворност постоји у роману Убиство на терену за голф и долази непосредно из његових мисаоних поступака. На пример, он утврђује модус операнди злочина јер је у основи понављање ранијег убиства. Ово доказује његову омиљено објашњење да се људска природа не мења, чак и када је дотични човек убица: „Један енглески убица који се својих жена отарасивао утапајући их у купатилима био је случај. Да је варирао своје методе, можда би избегао откривање до дан данас. Али он се покоравао уобичајеним диктатима људске природе, тврдећи да ће оно што је једном успело поново успети и платио је цех због свог недостатка изворности."

Она такође примећује да је књига, други роман са Поароом, препознатљива по подзаплету у ком се Хејстингс заљубљује, догађају "који је Агата силно желела ... и упловљава у брачну луку у Аргентини".

## Помињање других дела
Лик позоришног агента Џозефа Аронса такође се појављује у краткој причи Двоструки грех 1928. године која је објављена у књизи Двоструки грех и друге приче 1961. године у САД и Поароови рани случајеви 1974. године у Великој Британији.
Неки обрти подстрекнути су низом "Пустоловина опатије Гренџ" Артура Конана Дојла.

## Прилагођавање

### Радио
Убиство на терену за голф представљено је као радио драма од сат и по у извођењу позоришта Суботом увече на ББЦ Радиу 4 15. септембра 1990. године, на стогодишњицу рођења Кристијеве. Драма је поновљена 8. јула 1991. и поново 2015. године. Џон Мофат је глумио Поароа. Снимак представе емитован је 21. јуна 1989. године у Радиодифузној кући. Роман је прилагодио Мајкл Бејквел, а продуцирао је и режирао Енид Вилијамс.

### Телевизија

#### Британска серије
Роман је екранизован као епизода серије Поаро 11. фебруара 1996. године. Продуцирао ју је Карневал Филмс. Дејвид Сачет је глумио Херкула Поароа, а Хју Фрејзер Артура Хејстингса. Иако је велики део радње романа задржан, екранизација је садржала бројне промене што је подразумевало и пресељење места радње у Довил у Француској где се снимање одвијало на лицу места. Остале промене укључују:
- Убиство Беролдија догодило се пре десет година у Лондону у Енглеској - Мадам Беролди признала је злочин када је полиција открила да лаже. Пол Рено након тога бежи у Чиле у Јужну Америку и упознаје супругу Елоиз. Џек је њен син из претходног брака и постао је Полу посинак након што се оженио. Ренаоово право име је Џорџ конор.
- Рено тражи помоћ од Поароа вече након што је стигао у одмаралиште које је основао по повратку у Француску - а Поаро и Хејстингс су тамо на одмору.
- Реноово тело пронађено је након што су страни агенти позвали полицију да истражи његов нестанак. До открића је дошао Хејстингс док је са другима играо голф.
- Жиро се кладио са Поароом, када је почела истрага, да ће му дати лулу ако први реши случај, а Поаро да обрије бркове ако он први реши случај. Жиро губи опкладу, али показује веће поштовање према Поароу када му је он дозволио да задржи лулу, јер ће „сваки пут кад је упалите помислити на Херкула Поароа“.
- На телу скитнице рађена је обдукција у Довилу када се Поаро вратио.
- Ликови Дулси и Беле Дувин спојени су чиме је добијен нови лик Изабел "Бела" Дувин. Она је певачица која се током истраге занима за Хејстингса када ју је он гледао како наступа прве вечери у Довилу. Она је Џекова бивша љубавница. Када је саслушан на суду због изјаве о оптужби за убиство оца, Изабел је прекинула рочиште како би признала злочин.
- Поаро и Хејстингс су једини који су посматрали Реноову вилу након што су поставили замку да ухвате Марту Даобреј. Њен покушај убиства Елоиз осујетио је Полов тајник који је пуцао у њу. Госпођу Добреј полиција је ухапсила недуго након тога.
- Поароов расплет злочина подељен је на два дела пре и после покушаја убиства Елоиз - први део објашњава Полове поступке пре убиства, а други истину о томе ко га је убио и зашто су Изабел и Џек били спремни да признају злочин уместо оног другог.

#### Јапанска серија
Друге ноћи, у серији Meitantei Akafuji Takashi  (дводневно издање у децембру 2005.) била је екранизација Убиство на терену за голф. Прве ноћ је приказана екранизација романа Убиства по абецеди. У серији је Широ Ито глумио Такашија Акафуџија који представља лик Поароа.

#### Француска серија
Седма епизода друге сезоне француске телевизијске серије Мала убиства Агате Кристи била је екранизација овог романа. Епизода је емитована 2014. године.

### Графички роман
Роман Убиство на терену за голф објављен је од стране издавачке куће "HarperCollins" као графички роман 16. јула 2007. године, а прилагодио га је Франсоа Ривије, а илустровао Марк Пискиц. Ово је преведено из издања које је у Француској први пут објавила издавачка кућа "Emmanuel Proust éditions" 2003. године под насловом Le Crime du Golf.